# Lora Kitipova
Lora Kitipova est une joueuse bulgare de volley-ball née le 19 mai 1991 à Sofia. Elle mesure 1,83 m et joue au poste de passeuse. 

## Clubs
| Club               | De        | À         |
| ------------------ | --------- | --------- |
| CSKA Sofia         | 2007-2008 | 2008-2009 |
| Levski Siconco     | 2009-2010 | 2009-2010 |
| CSKA Sofia         | 2010-2011 | 2010-2011 |
| İqtisadçı VK       | 2011-2012 | 2011-2012 |
| VC Stuttgart       | 2012-2013 | 2012-2013 |
| Azəryol VK         | 2013-2014 | 2014-2015 |
| Volley Towers      | 2015-2016 | 2015-2016 |
| VK Proton Saratov  | 2016-2017 | 2016-2017 |
| VK Maritsa Plovdiv | 2017-2018 | 2017-2018 |
| CS Volei Alba-Blaj | 2018-2019 | 2018-2019 |
| VK Maritsa Plovdiv | 2019-2020 | 2019-2020 |
| SC Prometey        | 2020-2021 | …         |

## Palmarès

### Équipe nationale
- Ligue européenne
  - Vainqueur : 2018.
  - Finaliste : 2012.

### Clubs
- Championnat de Bulgarie
  - Vainqueur : 2011, 2018, 2020.
- Coupe de Bulgarie
  - Vainqueur : 2018.
- Coupe de Roumanie
  - Vainqueur : 2019.
- Championnat de Roumanie
  - Vainqueur : 2019.
- Coupe de la CEV
  - Finaliste: 2019.

### Distinctions individuelles
- Ligue d'or européenne 2018 : Meilleure passeuse[4]